# Campeonato Sergipano de Futebol de 1976
O Campeonato Sergipano de Futebol de 1976 foi a 53º edição da divisão principal do campeonato estadual de Sergipe. O campeão foi o Confiança que conquistou seu 7º título na história da competição. O artilheiro do campeonato foi Mica, jogador do Confiança, com 19 gols marcados.

## Premiação
| Campeonato Sergipano de 1976  |
| Aracaju                       |
| ----------------------------- |
| Confiança Campeão (7º título) |